# 泗水站 (咸鏡南道)
泗水站（韓語：사수역）是朝鮮民主主義人民共和國咸鏡南道长津郡的一個鐵路車站，属于长津线。

## 邻近车站
长津线
長津站 - 泗水站